# John Fieldhouse
John Fieldhouse (Leeds, Inglaterra, 12 de fevereiro de 1928 — 17 de fevereiro de 1992) foi um militar da Marinha do Reino Unido.
Comandou os submarinos HMS Acheron, HMS Tiptoe, HMS Walrus e HMS Dreadnought. Esteve também sob seu comando a fragata HMS Diomede.
Foi o comandante da força tarefa (Task Force 317), responsável pela "Operation Corporate", que tinha a missão de recuperar as  Ilhas Falkland, após a invasão argentina que deu origem à Guerra das Malvinas.